# Stdbool.h
stdbool.h — заголовний файл стандартної бібліотеки мови програмування С, котрий містить чотири макроси для роботи з типом даних bool. Цей заголовний файл з'явився у стандартні C99.
Визначення макросів згідно зі стандартом IEEE Std 1003.1-2001:
- bool котрий розширюється до _Bool
- true котрий розширюється до 1
- false котрий розширюється до 0
- __bool_true_false_are_defined котрий розширюється до 1